# جون دبليو. غاريت (مصرفي)
جون دبليو. غاريت (بالإنجليزية: John W. Garrett)‏ هو مصرفي أمريكي، ولد في 31 يوليو 1820 في بالتيمور في الولايات المتحدة، وتوفي في 26 سبتمبر 1884 في دير بارك في الولايات المتحدة.